# Liste der Instrumente von Antonio Stradivari
Die Liste der Instrumente von Antonio Stradivari enthält Musikinstrumente aus der Werkstatt von Antonio Stradivari, die erhalten geblieben sind oder in der jüngeren Vergangenheit noch existiert haben. Instrumente von Antonio Stradivari, insbesondere seine Streichinstrumente, werden Stradivari genannt, seltener Stradivarius wie im Englischen. Die weitaus meisten sind Violinen. Stradivari baute auch verschiedene Zupfinstrumente, von denen insgesamt nur acht erhalten sind.
Bei den Eigentümern und der Verleihung der Instrumente gibt es häufige Wechsel, vor allem bei den Violinen. Die entsprechenden Angaben in der dritten und vierten Spalte der Tabellen können veraltet sein und sind mit Vorbehalt zu lesen.

## Streichinstrumente

### Violinen (Auswahl)
Herbert K. Goodkind (1972) listete 620 Stradivari-Violinen auf. Laut Tarisio sind insgesamt noch ca. 650 Streichinstrumente von Stradivari erhalten, abzüglich der Bratschen und der Celli ergibt sich aus dieser Angabe eine Zahl von rund 580 Violinen. Nachfolgend sind rund 185 aufgelistet.
| Name                                                            | Baujahr           | Eigentümer                                                                          | Bemerkungen |
| --------------------------------------------------------------- | ----------------- | ----------------------------------------------------------------------------------- | --- |
| Aranyi                                                          | ca. 1666          |                                                                                     | |
| Golden Bell                                                     | ca. 1668          | Alago Familienstiftung                                                              | Auf dem Geigenzettel steht das Baujahr 1700, was als Fälschung gilt. Jost Thöne erläutert, die Golden Bell sei ein Beispiel für nachträgliche Fälschungen des Baujahrs auf dem Geigenzettel mit der Absicht, einen höheren Verkaufspreis zu erzielen. Heute wird teilweise 1686 angegeben, in renommierten Quellen aber meist 1668 oder „ca. 1668“ oder 1669. Jost Thöne gibt „1668 (1686)“ an. Die Golden Bell war früher an Simone Zgraggen verliehen. Seit 2019 ist sie im Museo del Violino in Cremona ausgestellt. |
| Clisbee                                                         | 1669              |                                                                                     | Ausgestellt im Museo del Violino, Cremona |
| La Tullaye                                                      | ca. 1670          | L-Bank                                                                              | Seit 2021 verliehen an Elena Graf |
| Oistrach                                                        | 1671              | Musikmuseum Moskau (seit 2004)                                                      | Gehörte der belgischen Königin Elisabeth und später David Oistrach. Wurde im Mai 1996 gestohlen und laut cozio.com 2001 wiedergefunden. |
| Ole Bull                                                        | 1677              | Smithsonian Institution (seit 1998)                                                 | Eine verzierte Stradivari-Violine. Teil des Axelrod-Quartetts im National Museum of American History in Washington, das dort bis 2012 ausgestellt war. |
| Saville (auch Captain Saville)                                  | ca. 1680          |                                                                                     | André Rieu besaß nach eigenen Angaben eine sehr frühe Stradivari aus dem Jahr 1667. Er sagte im Jahr 2014, er habe diese Geige für 800.000 Pfund erworben und später wieder verkauft, weil sie ihm zu klein war. Laut einigen Quellen soll dies die Saville gewesen sein. Laut der Datenbank von Tarisio wurde die Saville um 1680 gebaut. |
| Paganini-Desaint (Teil des „Paganini-Quartetts“)                | 1680              | Nippon Music Foundation (seit 1994)                                                 | Verliehen an: - September 1995 – Juli 2013 Tokyo String Quartet - Dezember 2013 – Aug 2017 Hagen-Quartett - September 2017 – September 2018 Quartetto di Cremona - 2019 Kuss Quartett - seit September 2019 Goldmund Quartett (Stand Mai 2024) |
| Fleming                                                         | 1681              |                                                                                     | |
| Bucher                                                          | 1683              |                                                                                     | Verliehen an: - seit Dezember 2019 Alma Deutscher (Stand September 2023) |
| Cipriani Potter                                                 | 1683              |                                                                                     | Benannt nach Cipriani Potter. Gehört zur Hill-Collection im Ashmolean Museum, Oxford. |
| Cobbett                                                         | 1683              | Anonym                                                                              | Wird durch Vermittlung der Stradivari Society verliehen |
| de Ahna                                                         | 1683              |                                                                                     | Gehörte bis 1996 Saschko Gawriloff, dann bis 1998 der Firma Machold Rare Violins. 1998–2003 im Besitz des Instrumentensammlers Herbert R. Axelrod. Wurde 2003 verkauft. |
| Martinelli ex Gingold                                           | 1683              | International Violin Competition of Indianapolis (seit 1998)                        | Die Martinelli-Gingold wird dem Gewinner des Wettbewerbs in Indianapolis jeweils für vier Jahre verliehen, z. B. 2006 Augustin Hadelich, 2010 Clara-Jumi Kang, 2014 Jinjoo Cho |
| Croall                                                          | 1684              |                                                                                     | Die Geschichte der Croall ist mit Schottland verbunden. Im 19. Jahrhundert kam sie in den Besitz einer Countess of Seafield. 1885 oder 1886 verkaufte die Gräfin die Geige an William Croall in Edinburgh, der auch drei weitere Stradivaris besaß. Nach seinem Tod 1906 erwarb sein Freund Frederic Smith die Violine. 1908 verkauften die Händler W.E. Hill & Sons sie an Robert Finney McEwen aus Edinburgh, der sie für seine damals achtjährige Tochter Katherine erwarb. 1968 wurde die Croall von Sotheby’s für 9500 Pfund verkauft. Nach zwei weiteren Verkäufen wurde sie von 1985 bis 1990 von Frank Peter Zimmermann als sein Hauptinstrument gespielt. 1995 wurde sie von der WestLB für ihre Sammlung erworben. Später stand sie Alexander Gilman (2006–2008) und Suyoen Kim (2011–2015) zur Verfügung. 2017 wurde sie für knapp zwei Millionen Pfund versteigert. |
| Arma Senkrah                                                    | ca. 1685          |                                                                                     | Gebaut im Zeitraum 1683 bis 1685 laut Jost Thöne „Arma Senkrah“ war der Künstlername der US-amerikanischen Geigerin Anna Loretta Harkness (1864–1900), die ab 1882 in Europa auftrat und 1888 ihre Karriere beendete. „Senkrah“ entstand als Palindrom des Nachnamens „Harkness“. |
| MacKenzie ex Castelbarco                                        | 1685              |                                                                                     | |
| Spanische Stradivari I (Teil des Cuarteto Real)                 | ca. 1689          | Patrimonio Nacional, Palacio Real, Madrid, Spanien                                  | Laut Expertenmeinung gebaut im Zeitraum 1687–1696. Laut Geigenzettel im Jahr 1709 gebaut. |
| Spanische Stradivari II (Teil des Cuarteto Real)                | ca. 1689          | Patrimonio Nacional, Palacio Real, Madrid, Spanien                                  | Laut Expertenmeinung gebaut im Zeitraum 1687–1696. Laut Geigenzettel im Jahr 1709 gebaut. |
| Arditi                                                          | 1689              | Dextra Musica, eine Stiftung der norwegischen Bank DNB                              | Elise Båtnes, 1. Konzertmeisterin des Philharmonischen Orchesters Oslo (Stand September 2023) |
| Baumgartner                                                     | 1689              | Canada Council Musical Instrument Bank                                              | |
| Leopold Auer                                                    | 1690              | Anonym                                                                              | Benannt nach Leopold Auer. Durch Vermittlung der Stradivari Society verliehen an Vadim Gluzman (Stand September 2023) |
| Bennett                                                         | 1692              | AXA Versicherungen                                                                  | Verliehen an Hanna Weinmeister (Stand September 2023) |
| Falmouth                                                        | 1692              |                                                                                     | Wurde früher von Leonidas Kavakos gespielt |
| Ries                                                            | 1693              | Reinhold Würth Musikstiftung (seit 2008)                                            | Verliehen an: - 2008–2020 Jószef Lendvay - seit Oktober 2020 Veronika Eberle (Stand September 2023) |
| Baillot-Pomerau                                                 | 1694              |                                                                                     | |
| Benecke                                                         | 1694              | Oesterreichische Nationalbank                                                       | Verliehen an Dalibor Karvay (Stand September 2023) |
| Fetzer                                                          | 1694              |                                                                                     | |
| Rutson                                                          | 1694              | Royal Academy of Music, London                                                      | |
| Rouse Boughton                                                  | ca. 1698          | Oesterreichische Nationalbank                                                       | Wurde lange von Boris Kuschnir gespielt. Derzeit verliehen an Sophie Heinrich, Konzertmeisterin der Wiener Symphoniker (Stand September 2023). |
| Baron Knoop                                                     | 1698              |                                                                                     | |
| Cabriac                                                         | 1698              |                                                                                     | |
| L’Alouette, Ferdinand David (auch The Lark)                     | 1698              |                                                                                     | Französisch L’Alouette bzw. englisch The Lark bedeutet „Die Lerche“. 1849–1872 im Besitz von Ferdinand David. |
| Vera                                                            | 1698              | Schweizer Privatbesitz                                                              | |
| Castelbarco                                                     | 1699              | Library of Congress, Washington                                                     | |
| Countess Polignac                                               | 1699              | Gil Shaham                                                                          | |
| Kustendyke                                                      | 1699              | Royal Academy of Music, London                                                      | |
| Lady Tennant                                                    | 1699              | Anonym                                                                              | Auf einer Auktion von Christie’s in New York am 22. April 2005 für 2,032 Millionen US-Dollar versteigert. Wird durch Vermittlung der Stradivari Society verliehen. |
| Longuet                                                         | 1699              |                                                                                     | |
| Jupiter                                                         | ca. 1700          |                                                                                     | Das Baujahr ist unklar, weil auf dem originalen Geigenzettel bei der Jahreszahl nur die ersten beiden Ziffern „17“ lesbar sind. Heute wird zumeist „ca. 1700“ angegeben. Es gibt noch eine andere Jupiter (Baujahr 1722), die zur Unterscheidung „Jupiter ex Goding“ genannt wird. |
| Dragonetti                                                      | 1700              | Nippon Music Foundation (seit 2002)                                                 | Bis 2002 im Besitz der WestLB. Diese stellte sie Frank Peter Zimmermann zur Verfügung, der heute die „Lady Inchiquin“ spielt. Derzeit verliehen an Veronika Eberle (Stand Mai 2024). |
| Taft (auch Taft, Emil Heerman)                                  | 1700              | Canada Council Musical Instrument Bank                                              | Namensgeberin war Ehefrau von Charles Phelps Taft. Sie erwarb die Violine um 1915 und stellte sie Emil Heerman zur Verfügung, dem Konzertmeister des Cincinnati Symphony Orchestra. 1940 wurde die Taft an einen privaten Sammler in Cincinnati verkauft, der sie bis 1987 behielt. |
| Ward                                                            | 1700              | Library of Congress, Washington                                                     | |
| Dushkin                                                         | 1701              |                                                                                     | |
| King Maximilian Joseph                                          | ca. 1702          |                                                                                     | |
| Brodsky                                                         | 1702              | Anonym (seit 2006)                                                                  | Benannt nach Adolph Brodsky, der diese Violine am 4. Dezember 1881 bei der Uraufführung von Tschaikowskis Violinkonzert in Wien spielte. Zu den späteren Besitzern zählen Harry Wahl, Alexander Schneider (1947–1956) und Isidore Cohen (1956–2005). Wird derzeit gespielt von Kirill Troussov (Stand September 2023). |
| Conte de Fontana, Peterlongo, Oistrach                          | 1702              |                                                                                     | Oistrach spielte das Instrument ab ca. 1953 etwa acht Jahre lang |
| Lord Newlands                                                   | 1702              | Nippon Music Foundation (seit 2002)                                                 | Benannt nach seinem ehemaligen Besitzer Lord Newlands (1890–1929). Wurde zeitweise von Isaac Stern gespielt. Verliehen an: - Januar 2003 – März 2009 Toru Yasunaga - April 2009 – Januar 2011 Sergey Khachatryan - April 2012 – Juni 2014 Ray Chen - seit Januar 2015 Suyoen Kim (Stand Mai 2024) |
| Lyall                                                           | 1702              |                                                                                     | |
| The Irish („Die Irische“)                                       | 1702              | OP Art Foundation, eine Stiftung der OP Financial Group, Helsinki (seit 1986)       | Seit 2019 verliehen an Rebecca Roozeman (Stand April 2023) |
|                                                                 | 1703              | Bundesrepublik Deutschland                                                          | Befindet sich im Musikinstrumenten-Museum Berlin. Nach Angaben des Museums hat dieses Instrument aufgrund von unfachgemäßen Reparaturen „einen Gutteil seiner klanglichen Möglichkeiten eingebüßt“. |
|                                                                 | 1703              | Bundesrepublik Deutschland                                                          | Wird von der Deutschen Stiftung Musikleben auf Zeit verliehen |
| Allegretti                                                      | 1703              |                                                                                     | |
| Alsager                                                         | 1703              |                                                                                     | |
| Dancla                                                          | 1703              | L-Bank                                                                              | Verliehen an Linus Roth (Stand September 2023) |
| Emiliani                                                        | 1703              | Anne-Sophie Mutter (seit 1979)                                                      | Vor allem auf den Aufnahmen mit Karajan zu hören. Anne-Sophie Mutter besitzt außerdem die Lord Dunn-Raven aus dem Jahr 1710. |
| Lady Harmsworth                                                 | 1703              | Anonym                                                                              | Wird durch Vermittlung der Stradivari Society verliehen |
| Montbel                                                         | 1703              | L-Bank                                                                              | |
| Betts                                                           | 1704              | Library of Congress, Washington (seit 1936)                                         | Von diesem Instrument wurde im Jahr 2011 maschinell eine Kopie angefertigt |
| Liebig                                                          | 1704              | Dkfm. Angelika Prokopp Privatstiftung, Wien                                         | Wolfgang Schneiderhan besaß die Liebig von 1952 bis 1991. Später wurde sie als Leihgabe langjährig von Nikolaj Znaider gespielt. Seit 2009 im Besitz der Dkfm. Angelika Prokopp Privatstiftung und seitdem verliehen an Julian Rachlin. |
| Sleeping Beauty                                                 | 1704              | L-Bank                                                                              | Die Geige ist auch bekannt unter dem Namen Dornröschen-Stradivari und wird gespielt von Isabelle Faust (Stand Juli 2023) |
| Marsick ex Oistrach                                             | 1705              |                                                                                     | Benannt nach Martin Marsick, zur Unterscheidung von der Marsick (1715) auch mit dem Zusatz ex- Oistrach. Für diese Violine tauschte Oistrach seine Fontana (1702) ein. |
| Brüstlein                                                       | 1707              | Oesterreichische Nationalbank                                                       | Verliehen an Christoph Koncz (Stand September 2023) |
| Castelbarco                                                     | 1707              |                                                                                     | Nur der Boden ist von Stradivari; die Decke wird Nicolas Lupot zugeschrieben; Zargen und Schnecke sind italienische Arbeiten aus dem 18. Jahrhundert, die Schnecke stammt möglicherweise von Matteo Goffriller |
| Hammer                                                          | 1707              |                                                                                     | Benannt nach dem ersten urkundlich belegten Besitzer, dem schwedischen Hofjuwelier und Sammler Christian Hammer, der die Geige im 19. Jahrhundert erwarb. Auf einer Auktion von Christie’s in New York am 16. Mai 2006 wurde das Instrument für 3,544 Mio. US-Dollar versteigert. |
| La Cathédrale                                                   | 1707              |                                                                                     | |
| Prihoda                                                         | 1707              | Luz Leskowitz                                                                       | |
| Rivaz, Baron Gutmann                                            | 1707              | Dextra Musica, eine Stiftung der norwegischen Bank DNB                              | Ab 2016 spielte Janine Jansen das Instrument. Geplant waren zehn Jahre Verleihung, Jansen stieg jedoch vorzeitig auf ein anderes Instrument um. Seit September 2020 verliehen an Eldbjørg Hemsing (Stand September 2023). |
| Burstein Bagshawe                                               | 1708              |                                                                                     | |
| Huggins                                                         | 1708              | Nippon Music Foundation (seit 1995)                                                 | Die Gewinner des Concours Reine Elisabeth in der Kategorie Violine erhalten außer dem Preisgeld die Huggins für in der Regel vier Jahre: - 1997 Nikolaj Znaider - 2001 Baiba Skride - 2005 Sergei Chatschatrjan - 2009 Ray Chen (er gab die Huggins schon im September 2010 zurück) - 2012 Andrei Wladimirowitsch Baranow - 2015 Ji Young Lim - 2019 Stella Chen (Stand September 2023) |
| Regent                                                          | 1708              |                                                                                     | War von 2000 bis 2013 verliehen an Tasmin Little |
| Ruby                                                            | 1708              | Anonym                                                                              | Durch Vermittlung der Stradivari Society verliehen u. a. an: - Leila Josefowicz (1993–1994) - Vadim Repin (1996–2005) - Philippe Quint (Stand September 2023) |
| Strauss                                                         | 1708              | Samsung Foundation of Culture                                                       | Wird durch Vermittlung der Stradivari Society verliehen |
| Engleman                                                        | 1709              | Nippon Music Foundation (seit 1996)                                                 | Verliehen an: - August 1996 – Oktober 2001 Reiko Watanabe - November 2001 – April 2012 Lisa Batiashvili - November 2012 – Juli 2014 Vilde Frang - ab 2016 Benjamin Beilman - ab ca. Juli 2022 für sieben Jahre Timothy Chooi (Stand Mai 2024) |
| Greffuhle                                                       | 1709              | Smithsonian Institution (seit 1998)                                                 | Eine verzierte Stradivari-Violine. Teil des Axelrod-Quartetts im National Museum of American History in Washington, das dort bis 2012 ausgestellt war. |
| Hämmerle                                                        | 1709              | Oesterreichische Nationalbank                                                       | Verliehen an Albena Danailova, Konzertmeisterin der Wiener Philharmoniker (Stand September 2023) |
| King Maximilian; Unico                                          | 1709              |                                                                                     | In Besitz der Axel Springer Stiftung von 1966 bis 1992 und im gleichen Zeitraum an Michel Schwalbé verliehen, danach für 2,5 Millionen Deutsche Mark verkauft. 1999 als gestohlen gemeldet. |
| Lady Hallé, Ernst (auch Ernst)                                  | 1709              | Deutsche Stiftung Musikleben (treuhänderische Eingabe aus Hamburger Familienbesitz) | Verliehen an Albrecht Menzel (Stand September 2023) |
| Mendelssohn                                                     | 1709              | unklar, vermutlich Erben nach Lilli Bohnke, Besitzer: Eijin Nimura                  | Eigentum von Lilli Bohnke, geb. von Mendelssohn bis zu ihrem Tod 1928. Nach ihrem Tod kam das wertvolle Instrument in einen Tresor der Mendellsohn-Bank und von dort in den Tresor der Zentrale der Deutschn Bank in der Mauerstraße in Berlin. Dort verschwand es 1945. Ihr Sohn Walter Bohnke ließ in den 1950er Jahren vergeblich danach fahnden. Erst 2025 gelang es, eine um 1995 aufgetauchte Stradivari mit dem Namen Stella und vermutlich gefälschter Provenienz als die lang vermisste Mendelssohn zu identifizieren. Sie ist derzeit im Besitz eines japanischen Geigers. |
| Nachez                                                          | 1709              | Familie Costa, Genua                                                                | Laut Geigenzettel Baujahr 1709, laut Expertenmeinung früher gebaut. Die Decke stammt aus dem Jahr 1727. Wahrscheinlich wurde der ursprüngliche Geigenzettel bei einer Reparatur ausgetauscht. Der Namensgeber Tivadar Nachéz besaß diese Geige bis 1900. Er war auch Besitzer anderer Stradivaris, von denen mehrere nach ihm benannt sind. Verliehen an Elisabetta Garetti (Stand September 2023). |
| Princess Aurora                                                 | 1709              | Goh Family Foundation                                                               | Von 2016 bis 2022 verliehen an Yury Revich |
| Viotti ex Bruce                                                 | 1709              | Royal Academy of Music, London                                                      | Benannt nach Viotti. Viotti besaß auch eine andere Stradivari aus dem Jahr 1709: die Viotti ex Marie Hall. |
| Viotti ex Marie Hall                                            | 1709              | Chi-Mei Culture Foundation, Taiwan                                                  | Wurde nach Viotti benannt, obwohl sie wahrscheinlich nur kurz in dessen Besitz war. Wurde von 1905 bis 1956 von Marie Hall gespielt. Erzielte 1988 bei einer Sotheby’s-Auktion den damaligen Rekordpreis von 473.000 Pfund. 1991 Weiterverkauf an die Chi-Mei Culture Foundation. Befindet sich seitdem im Chimei Museum in Taiwan (Stand September 2023). |
| Dancla, Milstein                                                | 1710              |                                                                                     | Eine der beiden ex-Milsteins. Milstein bevorzugte in klanglicher Hinsicht jedoch seine „Goldman, Maria Theresia“ von 1716. |
| Duc de Camposelice                                              | 1710              | Nippon Music Foundation (seit 2004)                                                 | Früher besessen und gespielt von Váša Příhoda. Josef Suk erhielt sie als Leihgabe vom tschechischen Staat. Derzeit verliehen an María Dueñas (Stand Mai 2024). |
| King George                                                     | 1710              | Stradivari-Stiftung Habisreutinger                                                  | 2017–2021 verliehen an Yukiko Ishibashi im Rahmen einer Komplettausstattung des Trio Oreade mit Stradivaris, seither weiterhin an Yukiko Ishibashi verliehen (Stand September 2023) |
| Leslie, Tate                                                    | 1710              | Anonymer Mäzen                                                                      | Verliehen an Susanna Yoko Henkel (Stand September 2023) |
| Lord Dunn-Raven (auch Lord Dunraven)                            | 1710              | Anne-Sophie Mutter (seit 1983)                                                      | Über der schwungvollsten Form des Meisters gebaut. Das Instrument ist die „Zwillings-Schwester“ der „Dancla-Milstein“ 1710 (Modell, Gestaltung, Wahl des Holzes; geteilter aufwärts geflammter Boden). Mutter besitzt außerdem die Emiliani aus dem Jahr 1703. Für Konzerte bevorzugt sie die Lord Dunn-Raven. |
| Roederer                                                        | 1710              |                                                                                     | Gespielt von David Grimal |
| Vieuxtemps                                                      | 1710              |                                                                                     | |
| Lady Inchiquin                                                  | 1711              | Nordrhein-Westfalen                                                                 | Früher gespielt von Fritz Kreisler. Die Violine wurde 1889 vom Londoner Händler Hill an eine Miss Foster verkauft. 1949 war sie im Besitz von Lady Inchiquin in Irland. Dann kam sie nach Amerika und in den 1960er Jahren an den Sammler C. M. Sin aus Hongkong. 1978 verkaufte Sin das Instrument über den Chicagoer Händler Bein & Fushi an Walter Scholefield, Geiger bei den Berliner Philharmonikern. Im Jahr 2002 erwarb die WestLB das Instrument und stellte es Frank Peter Zimmermann zur Verfügung. Im Zuge der Abwicklung der WestLB musste er es 2015 an die Servicegesellschaft Portigon übergeben, die es verkaufen sollte. Aufgrund eines Rückkaufs von Kulturgütern durch das Land Nordrhein-Westfalen im Juli 2016 konnte Zimmermann später wieder mit der Lady Inchiquin ausgestattet werden. |
| Liegnitz                                                        | 1711              |                                                                                     | |
| Boissier                                                        | 1712              |                                                                                     | |
| Gibson ex Huberman                                              | 1713              | Joshua Bell                                                                         | Wurde Bronisław Huberman zweimal gestohlen. 1988–2001 im Besitz von Norbert Brainin. Wurde 2001 von Joshua Bell erworben. |
| Sancy                                                           | 1713              |                                                                                     | Ivry Gitlis spielte die Sancy mehr als 60 Jahre |
| Berou ex Thibaud                                                | 1714              |                                                                                     | |
| da Vinci                                                        | 1714              | Anonym                                                                              | Toscha Seidel war ab 1924 fast vier Jahrzehnte lang Eigentümer der da Vinci. Bei einer Auktion im Jahr 2022 wurde sie für 15,3 Millionen Dollar versteigert. Dies ist der der zweithöchste Verkaufspreis für eine Stradivari nach dem Rekordpreis der Lady Blunt im Jahr 2011. |
| Dolphin                                                         | 1714              | Nippon Music Foundation (seit 2000)                                                 | Früher verliehen an Akiko Suwanai. Derzeit verliehen an Ray Chen (Stand Mai 2024). |
| Le Maurien                                                      | 1714              |                                                                                     | Gestohlen am 9. April 2002, seither vermisst |
| Leonora Jackson                                                 | 1714              |                                                                                     | |
| Soil                                                            | 1714              | Itzhak Perlman                                                                      | Bevor Perlman in Besitz der Violine kam, gehörte sie zum Bestand der Instrumente von Yehudi Menuhin |
| Alard                                                           | 1715              |                                                                                     | |
| Aurea                                                           | 1715              | Stradivari-Stiftung Habisreutinger                                                  | Früher verliehen an Wang Xiaming (Stradivari Quartett), derzeit an Veronika Eberle (Stand September 2023) |
| Bazzini                                                         | 1715              |                                                                                     | |
| Cremonese                                                       | 1715              | Eigentum der Stadt Cremona                                                          | Ausgestellt im Museo del Violino, Cremona |
| Joachim                                                         | 1715              | Nippon Music Foundation (seit 2000)                                                 | Verliehen an: - April 2001 – Juni 2009 Sayaka Shoji - November 2009 – November 2010 Geza Hosszu-Legocky - April 2012 – Juli 2013 Lisa Batiashvili - derzeit Risa Hokamura (Stand Mai 2024) |
| Lipinski                                                        | 1715              | Anonymer Besitzer in Milwaukee                                                      | Benannt nach dem polnischen Geiger Karol Lipiński. Seit 1962 im Besitz verschiedener Mitglieder der Familie Anschuetz (u. a. spielte Evi Liivak darauf), seit 2008 ist der Besitzer nicht namentlich bekannt. Die Lipinski ist an das Milwaukee Symphony Orchestra verliehen und wird von Konzertmeister Frank Almond gespielt. Am 27. Januar 2014 wurde Almond nach einem Konzert in einem College in Milwaukee mit einem Taser angegriffen, die Violine wurde geraubt. Die Täter wurden am 3. Februar 2014 gefasst und die Stradivari bald darauf sichergestellt. |
| Marsick                                                         | 1715              | Fulton Collection                                                                   | Benannt nach Martin Marsick. Verliehen an James Ehnes (Stand September 2023). |
| Titian                                                          | 1715              |                                                                                     | |
| Adolf Busch                                                     | 1716              |                                                                                     | Von 1913 bis 1933 im Besitz von Adolf Busch. Wurde von 2010 bis 2022 von David Garrett gespielt. Die Violine ist derzeit im Auktionshaus Bongartz (Stand September 2023). |
| Baron Oppenheim                                                 | 1716              | Oesterreichische Nationalbank                                                       | Verliehen an Kirill Maximov (Stand September 2023) |
| Berthier                                                        | 1716              |                                                                                     | |
| Booth                                                           | 1716              | Nippon Music Foundation (seit 1999)                                                 | Verliehen an: - März 2000 – Oktober 2004 Julia Fischer - Februar 2005 – August 2006 Shunske Sato - September 2006 – Juli 2021 Arabella Steinbacher - seit August 2021 Minami Yoshida (Stand Mai 2024) |
| Cessole                                                         | 1716              |                                                                                     | |
| Colossus                                                        | 1716              |                                                                                     | Gestohlen am 3. November 1998, seither vermisst |
| Goldman, Maria Theresia                                         | 1716              |                                                                                     | Milsteins bevorzugte Stradivari |
| Messiah                                                         | 1716              | Ashmolean Museum, Oxford                                                            | Eine dendrochronologische Untersuchung ergab, dass die Decke der Messiah (in Cremona gebaut) aus demselben Baumstamm geschnitten wurde wie die Decke einer Rogeri-Geige aus Brescia. Dank der Tatsache, dass das Instrument kaum je gespielt wurde, ist es in einem außergewöhnlich guten, nahezu neuwertigen Zustand. Korpus und Schnecke sind original; der Hals wurde jedoch später verlängert. Wirbel, Steg und Saitenhalter stammen aus dem 19. Jahrhundert. Zu den namhaften Besitzern zählen in lückenloser Folge Antonio Stradivari, der die Violine bis zu seinem Tod nicht verkaufte, dann seine Nachfahren Francesco Stradivari und Paolo Stradivari, die Sammler Cozio di Salabue und Luigi Tarisio, der Geigenbauer Jean-Baptiste Vuillaume, der Geiger Jean-Delphin Alard und die Sammlerfamilie Hill, durch deren Hände das Instrument mehrmals ging. Tarisio sprach immer über seine wunderbare „Salabue“, wie sie damals genannt wurde, zeigte sie aber nie vor. Dies brachte den späteren Besitzer Alard einmal zu dem Ausruf, die Violine sei wie der Messias: Man warte immerzu auf ihn, aber er erscheine nie. Darauf beruht der heutige Name „Messias“ (englisch Messiah). Die Familie Hill stiftete die Messiah und weitere Instrumente im Jahr 1939 dem Ashmolean Museum und begründete damit dessen Instrumentensammlung. |
| Monasterio                                                      | 1716              |                                                                                     | |
| Provigny                                                        | 1716              |                                                                                     | |
| Gariel                                                          | 1717              | Jonathan Moulds                                                                     | Seit 2012 verliehen an Nicola Benedetti (Stand 2021) |
| Kochanski                                                       | 1717              | Pierre Amoyal                                                                       | |
| Piatti                                                          | 1717              |                                                                                     | |
| Sasserno                                                        | 1717              | Nippon Music Foundation (seit 1999)                                                 | Derzeit verliehen an Ji Young Lim (Stand Mai 2024) |
| Wieniawski                                                      | 1717              |                                                                                     | |
| Windsor Weinstein                                               | 1717              | Canada Council Musical Instrument Bank                                              | |
| Hamma                                                           | 1717              | Yusaku Maezawa                                                                      | Seit Dezember 2023 verliehen an Himari Yoshimura (Stand Mai 2024) |
| Benno Walter                                                    | 1718              | Private Schweizer Stiftung                                                          | Wurde früher von Joseph Szigeti gespielt. Seit 2021 verliehen an Arabella Steinbacher (Stand September 2023). |
| Firebird ex Saint Exupéry                                       | 1718              | Salvatore Accardo                                                                   | |
| Maurin                                                          | 1718              | Royal Academy of Music, London                                                      | |
| San Lorenzo                                                     | 1718              | Munetsugu Collection, Tokio (seit 2015)                                             | Wurde früher von David Garrett gespielt, als Leihgabe der Talbotstiftung Aachen. Wurde in den Jahren 2008, 2010 und 2015 jeweils verkauft. |
| Viotti ex Rosé                                                  | 1718              | Oesterreichische Nationalbank                                                       | Verliehen an Benjamin Schmid (Stand September 2023) |
|                                                                 | 1719              | Universität der Künste Berlin                                                       | Gestohlen im Juni 1945 in Babelsberg |
| Wieniawski, Bower                                               | 1719              | Mercedes-Benz, Zürich                                                               | Verliehen an Klaidi Sahatçi, 1. Konzertmeister des Tonhalle-Orchesters Zürich (Stand September 2023) |
| Tartini                                                         | 1720 bis ca. 1725 |                                                                                     | Benannt nach Giuseppe Tartini, obwohl es keine Belege dafür gibt, dass er das Instrument jemals besessen hat. Von 1910 bis ca. 2010 im Besitz des Freistaats Bayern. Von 2001 bis 2010 gespielt von Yu Yamei. |
| Beckerath                                                       | 1720              |                                                                                     | |
| Madrileño                                                       | 1720              |                                                                                     | |
| Red Mendelssohn                                                 | 1720              | Elizabeth Pitcairn                                                                  | Elizabeth Pitcairn erhielt die Red Mendelssohn im Alter von 16 Jahren von ihrem Großvater, der sie für 1,7 Millionen US-Dollar ersteigert hatte, um sie ihr zu schenken. Die Red Mendelssohn soll den Film Die rote Violine (1998) inspiriert haben. |
| Lady Blunt                                                      | 1721              |                                                                                     | Den bis heute höchsten Preis erzielte die vom Auktionshaus Tarisio in London im Juni 2011 versteigerte „Lady Blunt“: ein unbekannter Bieter bezahlte 9,8 Millionen Pfund Sterling (mehr als 11 Millionen Euro). Die Nippon Music Foundation hatte sich für den Verkauf entschieden, um den Erlös einem Hilfsfonds für die Opfer der Erdbeben- und Tsunami-Katastrophe im März 2011 zukommen zu lassen. |
| Sinsheimer, Iselin                                              | 1721              |                                                                                     | Benannt nach zwei Vorbesitzern, der Ehefrau des New Yorker Investors Adrian Georg Iselin und dem Geiger Bernard Sinsheimer. Am 17. Oktober 2008 wurden die Stradivari mit einem Versicherungswert von 1,5 Millionen Euro sowie weitere Wertgegenstände aus dem Wasserschloss des Ritterguts Bennigsen gestohlen, als die Hausherren, der Cellist Roderic von Bennigsen und Jeanne Christée, verreist waren. Die Stradivari gehörte Jeanne Christée. Am 8. September 2009 wurden zwei Männer festgenommen, als sie einen von der Polizei eingefädelten Verkauf des gesamten Diebesguts abwickeln wollten. Zu diesem Zeitpunkt gehörte die Violine einer Versicherungsgesellschaft, die den finanziellen Schaden bereits reguliert hatte. Laut ihrer Homepage spielt Jeanne Christée „eine Stradivari aus dem Jahre 1721“, also anscheinend nach wie vor die Sinsheimer (Stand September 2023). |
| Artot                                                           | 1722              |                                                                                     | |
| Jupiter ex Goding                                               | 1722              | Nippon Music Foundation (seit 1998)                                                 | Wurde ab 1992 einige Jahre lang von Midori gespielt. Verliehen an: - Juni 1998 – Mai 2006 Daishin Kashimoto - Dezember 2006 – November 2009 Erik Schumann - November 2009 – Januar 2011 Manrico Padovani - ab Dezember 2013 Ryu Goto (Stand März 2020) - Giuseppe Gibboni (Stand Mai 2024) |
| Laub Petschnikoff                                               | 1722              |                                                                                     | |
| Rawack, auch „Rawark“ genannt                                   | 1722              | Oesterreichische Nationalbank                                                       | Zu den Besitzern gehörte Fritz Kreisler (1897/98–1901). Das Instrument wurde aufgrund eines Lesefehlers als „Rawark“ bekannt, die namensgebende Besitzerin hieß jedoch Margarete Rawack. 1927 schenkte sie die Violine ihrem Neffen Wolfgang Michaelis. Dessen Erben ließen sie 1983 bei Sotheby’s versteigern. Verliehen an Tibor Kováč (Stand September 2023). |
| Vollrath                                                        | 1722              | Bayerische Landesbank                                                               | Verliehen an Markus Wolf, Konzertmeister des Bayerischen Staatsorchesters (Stand September 2023) |
| Jules Falk                                                      | 1723              | Viktoria Mullova                                                                    | |
| Kiesewetter                                                     | 1723              | Clement und Karen Arrison                                                           | Benannt nach Karl Kiesewetter. Durch Vermittlung der Stradivari Society verliehen an: - Maxim Vengerov - Philippe Quint. Am 21. April 2008 wurde die Violine in New York von einem Taxifahrer „entführt“, der in der Annahme losfuhr, Quint habe sein Gepäck schon vollständig ausgeladen. Aus Dankbarkeit über die Rückgabe am nächsten Tag gab Quint später ein Exklusivkonzert für Taxifahrer am Flughafen Newark. - 2010–2019 Augustin Hadelich |
| Abergavenny                                                     | 1724              |                                                                                     | Wurde früher von Leonidas Kavakos gespielt |
| Ludwig                                                          | 1724              | L-Bank                                                                              | |
| Sarasate                                                        | 1724              |                                                                                     | Befindet sich im Musée de la musique in Paris |
| Smith-Quersin                                                   | ca. 1725          | Oesterreichische Nationalbank                                                       | Verliehen an Volkhard Steude (Stand September 2023) |
| Brancaccio                                                      | 1725              |                                                                                     | Die Brancaccio wurde von Carl Flesch gespielt. Sie wurde im Zweiten Weltkrieg in Berlin zerstört. |
| Chaconne                                                        | 1725              | Oesterreichische Nationalbank                                                       | Verliehen an Rainer Honeck, Konzertmeister der Wiener Philharmoniker (Stand September 2023) |
| Wilhelmj                                                        | 1725              | Nippon Music Foundation (seit 2001)                                                 | Verliehen u. a. an: - Oktober 2001 – Februar 2005 Shunske Sato - Februar 2005 – November 2010 Baiba Skride - derzeit Mayumi Kanagawa (Stand Mai 2024) |
| Baron Deurbroucq                                                | 1727              | Beare’s International Violin Society                                                | |
| Barrère                                                         | 1727              | Elise Mathilde Foundation                                                           | Wurde 15 Jahre lang von Janine Jansen gespielt, derzeit von der Niederländerin Rosanne Philippens (Stand September 2023) |
| Benvenuti                                                       | 1727              | Dkfm. Angelika Prokopp Privatstiftung, Wien                                         | Wird auch „Ex Halphen, Ex Benvenuti“ genannt, nach Fernand Halphen und Joseph Benvenuti. Seit 2005 im Besitz der Dkfm. Angelika Prokopp Privatstiftung und seitdem Leihgabe an die Wiener Philharmoniker. |
| Davidoff Morini                                                 | 1727              | Ehemalige Besitzerin: Erika Morini                                                  | Gestohlen im Oktober 1995, wird noch immer vermisst und vom FBI in einer Top-Ten-Liste der Kunstdiebstähle geführt |
| Général Dupont (auch General Dupont, Grumiaux)                  | 1727              | Yu Kunststiftung                                                                    | Wurde früher von Arthur Grumiaux gespielt. 2016 verliehen an Frank Peter Zimmermann. |
| Hart ex Francescatti                                            | 1727              | Salvatore Accardo                                                                   | |
| Holroyd                                                         | 1727              | Suntory                                                                             | Verliehen an Mayuko Kamio |
| Kreutzer                                                        | 1727              | Maxim Vengerov                                                                      | |
| Paganini Comte Cozio di Salabue (Teil des „Paganini-Quartetts“) | 1727              | Nippon Music Foundation (seit 1994)                                                 | Verliehen an: - September 1995 – Juli 2013 Tokyo String Quartet - Dezember 2013 – Aug 2017 Hagen-Quartett - September 2017 – September 2018 Quartetto di Cremona - seit September 2019 Goldmund Quartett (Stand Mai 2024) |
| Vesuvius                                                        | 1727              | Eigentum der Stadt Cremona                                                          | Ausgestellt im Museo del Violino, Cremona |
| Dragonetti; Milanollo                                           | 1728              | Giovanni Battista Viotti                                                            | Benannt nach Teresa Milanollo; Corey Cerovsek |
| Benny                                                           | 1729              | Los Angeles Philharmonic                                                            | Benannt nach dem vorigen Besitzer Jack Benny, der sie dem Orchester vermachte |
| Solomon ex Lambert                                              | 1729              | Der Käufer wurde von Christie’s nicht bekanntgegeben                                | Am 2. April 2007 für 2,728 Mio. US-Dollar bei Christie’s in New York versteigert |
| Tritton                                                         | 1730              | Frau Kimiko Powers                                                                  | War früher an Kolja Blacher verliehen |
| Lady Jeanne                                                     | 1731              |                                                                                     | War früher von der Donald Kahn Foundation verliehen an Benjamin Schmid |
| Baillot                                                         | 1732              |                                                                                     | War früher verliehen an Giuliano Carmignola |
| Duke of Alcantara                                               | 1732              | UCLA                                                                                | |
| Red Diamond                                                     | 1732              |                                                                                     | Die Red Diamond wurde seit 1937 von Sascha Jacobsen gespielt, der in den 1950er Jahren Konzertmeister des Los Angeles Philharmonic war. Am 16. Januar 1952 fuhr Jacobsen im Auto bei starkem Regen auf der Küstenstraße bei Santa Monica. An einem Fluss geriet er in eine Überschwemmung. Als er versuchte, sich und seine Stradivari vor dem Wasser zu retten, entglitt ihm der Geigenkasten und wurde aufs Meer hinausgetrieben. Am nächsten Tag wurde der Geigenkasten am Strand gefunden. Die Red Diamond wurde von einem Spezialisten neun Monate lang restauriert. |
| Rieu                                                            | 1732              | André Rieu                                                                          | |
| Des Rosiers                                                     | 1733              | Arthur Leblanc, Angèle Dubeau                                                       | |
| Khevenhüller ex Menuhin                                         | 1733              |                                                                                     | Wurde von Yehudi Menuhin gespielt |
| Rode                                                            | 1733              |                                                                                     | |
| Habeneck                                                        | ca. 1734          | Royal Academy of Music, London                                                      | |
| Ames                                                            | 1734              |                                                                                     | Anfang 1980 wurde sie dem Besitzer Roman Totenberg bei einem Konzert gestohlen. Nach 35 Jahren tauchte sie im August 2015 wieder auf. Totenbergs Töchter übergaben die Violine an Rare Violins of New York, wo sie ein Jahr lang restauriert wurde. 2018 kaufte ein anonymer Mäzen die Ames und stellte sie einem Schüler von Itzhak Perlman zur Verfügung. |
| Baron von Feilitzsch                                            | 1734              | Gidon Kremer                                                                        | Benannt nach einem Baron von Feilitzsch. Kremer spielte diese Stradivari ab 1980. Ab November 2010 verlieh er sie fünf Jahre lang an Baiba Skride. |
| Hercules, auch hebräisch Kinor David                            | 1734              | Eigentum der Stadt Jerusalem                                                        | 1895–1908 im Besitz von Eugène Ysaÿe. 1908 wurde sie ihm während eines Konzerts in Sankt Petersburg aus einem Umkleideraum gestohlen. 1925 tauchte sie in einem Geschäft in Paris wieder auf. Danach war Charles Münch bis 1960 der Besitzer. Ab 1962 gehörte sie Henryk Szeryng. 1972 schenkte Szeryng die Violine als Kinor David („Davids Geige“) der Stadt Jerusalem. Gemäß seinem Wunsch soll sie vom Konzertmeister des Israel Philharmonic Orchestra gespielt werden. |
| Lamoureux, Zimbalist                                            | 1735              |                                                                                     | Zu den früheren Besitzern zählen Charles Lamoureux (1870–1890) und Efrem Zimbalist (1925–1948). David Sarser, damals jüngstes Mitglied des NBC Symphony Orchestra, erwarb die Geige 1948 im Alter von 27 Jahren. 1962 wurde sie ihm gestohlen. 1983 wurde sie in Japan gesichtet, sie blieb jedoch verschollen. |
| Samazeuilh                                                      | 1735              | Nippon Music Foundation (seit 2017)                                                 | Das Instrument befand sich früher im Eigentum von Mischa Elman. Derzeit verliehen an Lun Li (Stand Mai 2024). |
| Muntz                                                           | 1736              | Nippon Music Foundation (seit 1997)                                                 | Verliehen an: - Oktober 2002 – August 2004 Judith Ingolfsson - Mai 2005 – September 2006 Arabella Steinbacher - ab November 2007 Yuki Manuela Janke - derzeit Rino Yoshimoto (Stand Mai 2024) 2012 wurde der Wert der Muntz in der Presse mit 6 Millionen Euro angegeben. Anlass war ein kurioser Streit mit deutschen Zollbeamten in Frankfurt am Main, die die Geige eine Woche konfisziert hielten mit der Behauptung, Janke habe deren Import nicht angemeldet und müsse deshalb rund 1,2 Millionen Euro (19 %) Einfuhrumsatzsteuer zahlen. |
| Chant du Cygne – Swan Song                                      | 1737              | Zeri van Neufeld                                                                    | |
| Comte d’Amaille                                                 | 1737              | Marté van Bären                                                                     | |
| Lord Norton                                                     | 1737              | Golo Weber                                                                          | |

### Bratschen
Herbert K. Goodkind listete 1972 noch 18 Stradivari-Bratschen auf. Tarisio gibt dagegen an, dass „ungefähr 11“ Bratschen erhalten geblieben sind. 11 Bratschen sind in der Tarisio-Datenbank erfasst. Diese 11 Bratschen sind nachfolgend aufgeführt und zusätzlich die Axelrod (1695).
| Name                                                          | Baujahr  | Eigentümer                                          | Bemerkungen |
| ------------------------------------------------------------- | -------- | --------------------------------------------------- | --- |
| Gustav Mahler                                                 | 1672     | Stradivari-Stiftung Habisreutinger                  | Älteste noch existierende Viola, gekauft 7. Juli 1960, zum 100. Geburtstag von Gustav Mahler, verliehen an Antoine Tamestit (Stand September 2023) |
| Toskanische, Medici                                           | 1690     | Library of Congress, Washington                     | Ursprünglich Teil eines Instrumentenquintetts (zwei Violinen, Viola, Tenor-Viola, Cello), das für das Haus Medici hergestellt wurde |
| Toskanische, Medici (Tenor-Viola)                             | 1690     | Konservatorium Luigi Cherubini, Florenz (seit 1863) | Einziges Instrument Stradivaris mit allen Bestandteilen im Originalzustand |
| Axelrod                                                       | 1695     | Smithsonian Institution (seit 1998)                 | Eine verzierte Bratsche. Teil des Axelrod-Quartetts im National Museum of American History in Washington, das dort bis 2012 ausgestellt war. Bei der Axelrod stammt allerdings nur die Decke sicher von Stradivari. Die Axelrod ist nicht in der Datenbank von Tarisio enthalten. John Dilworth rechnet sie nicht zu Stradivaris Bratschen. Laut anderen Quellen ist die Axelrod eine Stradivari. |
| Archinto                                                      | 1696     | Royal Academy of Music                              | Seit dem 19. Jahrhundert wird angenommen, dass die Zargen um ca. 4 mm gekürzt wurden. Der Sammler Graf Cozio di Salabue (1755–1840) bemerkte, dass die Zargen extrem niedrig waren. |
| Bratsche des Cuarteto Real                                    | 1696     | Patrimonio Nacional, Spanien                        | Palacio Real, Madrid |
| „Die russische Viola“                                         | 1715     | Glinka-Museum für Musikkultur, Moskau               | |
| MacDonald                                                     | 1719     | bis 1987 Peter Schidlof, Amadeus-Quartett           | Sollte im Juni 2014 versteigert werden. Die Einstiegssumme lag bei 45 Millionen Dollar. Damit wäre die MacDonald zum teuersten Musikinstrument der Welt geworden. Allerdings war kein Bieter bereit, 45 Millionen Dollar zu bieten. |
| Kux, Castelbarco                                              | ca. 1720 |                                                     | Ursprünglich eine Viola d’amore, seit dem Umbau durch Vuillaume trägt sie einen Kopf aus Amatis Werkstatt. Der Originalkopf mit 12 Wirbellöchern befindet sich im Museé de la musique in Paris. |
| Cassavetti                                                    | 1727     | Library of Congress, Washington                     | |
| Paganini, Mendelssohn (die Bratsche des „Paganini-Quartetts“) | 1731     | Nippon Music Foundation (seit 1994)                 | Verliehen an: - September 1995 – Juli 2013 Tokyo String Quartet - Dezember 2013 – Aug 2017 Hagen-Quartett - September 2017 – September 2018 Quartetto di Cremona - seit September 2019 Goldmund Quartett (Stand Mai 2024) |
| Gibson                                                        | 1734     | Stradivari-Stiftung Habisreutinger                  | 2017–2021 verliehen an Trio Oreade, derzeit an Marie Chilemme, Quatuor Ébène (Stand September 2023) |

### Violoncelli
Antonio Stradivari baute in seinem Leben zwischen 70 und 80 Violoncelli, von denen noch etwa 60 erhalten sind. Herbert K. Goodkind (1972) listete 63 Stradivari-Celli auf. Nachfolgend sind alle 60 Celli aufgeführt, die in der Datenbank von Tarisio.com enthalten sind. Laut dem Experten Florian Leonard sind nur etwa 30 bis 35 der erhaltenen Celli noch so gut spielbar, dass sie in den Handel gelangen.
| Name                                                     | Baujahr  | Eigentümer                                  | Bemerkungen |
| -------------------------------------------------------- | -------- | ------------------------------------------- | --- |
| Flatback, Betts, Iwasaki                                 | ca. 1670 |                                             | |
| Du Pré (auch Harrell, Du Pré, Guttmann)                  | 1673     |                                             | 1961 von Isména Holland (der Witwe von Theodore Holland) für Jacqueline du Pré erworben, die es bis 1964 spielte (dann erhielt du Pré das Davidoff, wieder als Geschenk ihrer Patentante Isména Holland). Nach du Prés Tod (1987) wurde es von Lynn Harrell gespielt. Ende 2016 erwarb ein Mäzen das Du Pré und stellte es István Várdai langfristig zur Verfügung. |
| Cavalieri, Chigiana                                      | 1680     |                                             | |
| General Kyd, Leo Stern                                   | 1684     | Los Angeles Philharmonic                    | Am 27. April 2004 wurde das Instrument aus dem Haus des Cello-Stimmführers gestohlen, von einer Familie in der Stadt im Müllcontainer gefunden und sollte zu einem CD-Regal umgebaut werden, bevor der wahre Wert des Cellos erkannt wurde. Drei Wochen später wurde es zurückgegeben. |
| Visconti da Madrona                                      | 1684     |                                             | |
| Marylebone (auch Cazenove, Marylebone)                   | 1688     | Smithsonian Institution (seit 1998)         | Teil des Axelrod-Quartetts im National Museum of American History in Washington, das dort bis 2012 ausgestellt war. Das Axelrod-Quartett besteht aus vier verzierten Stradivari-Instrumenten. Bei den beiden Violinen und der Viola stammt die dekorative Ornamentierung von Stradivari. Nachdem diese drei Instrumente in den Besitz des Sammlers Herbert Axelrod gekommen waren, wünschte er sich ein verziertes Cello dazu. Es gab jedoch nur ein einziges verziertes Cello von Stradivari, das aus dem Cuarteto Real in Madrid. Axelrod beauftragte den Geigenbauer René Morel, die Dekorationen an den Zargen dieses Cellos auch auf dem Cello Marylebone anzubringen. Anner Bylsma nannte es „das tätowierte Cello“. |
| Archinto                                                 | 1689     |                                             | |
| Bonjour                                                  | ca. 1690 | Canada Council Musical Instrument Bank      | Baujahr ca. 1690 laut Tarisio, ca. 1696 laut Canada Council Musical Instrument Bank |
| Barjansky                                                | 1690     | Julian Lloyd Webber                         | Wurde ab 1983 über 30 Jahre lang von Julian Lloyd Webber gespielt und nach dem Ende seiner Karriere (2014) von ihm zum Verkauf angeboten. Bei diesem Cello ist das Baujahr besonders unklar. Laut originalem Zettel wurde es 1684 gebaut. Im Jahr 1871 notierte ein Geigenbauer in Paris 1709 als Baujahr. In mehreren Veröffentlichungen wurde sogar 1736 als Baujahr angegeben, was heute als Irrtum gilt. |
| L’Evèque                                                 | 1690     |                                             | |
| Medici, Tuscan                                           | 1690     |                                             | |
| Segelman, Hart                                           | 1692     |                                             | |
| Bonnet                                                   | 1693     |                                             | |
| Gendron (auch Gendron, Speyer)                           | 1693     |                                             | Wurde von 1958 bis 1985 von Maurice Gendron gespielt. 2002 Ankauf durch die Stiftung für Kunst und Kultur des Landes Nordrhein-Westfalen. Das Cello war einige Jahre lang an Maria Kliegel verliehen, bis die Stiftung das Cello weiterverkaufte. Seit 2022 wird es von Jeremias Fliedl gespielt. |
| Cello des Cuarteto Real                                  | 1694     | Patrimonio Nacional, Spanien                | Laut Expertenmeinung 1694 gebaut. Laut Geigenzettel 1697 gebaut. |
| Boni, Hegar                                              | ca. 1695 |                                             | |
| Lord Aylesford                                           | 1696     | Nippon Music Foundation (seit 2003)         | Wurde von 1950 bis 1965 von János Starker gespielt. Verliehen an: - Januar 2004 – Januar 2014 Danjulo Ishizaka - Gen Yokosaka (Stand Mai 2024) |
| Prince Gursky                                            | 1696     |                                             | |
| Castelbarco                                              | 1697     | Library of Congress, Washington (seit 1936) | Als Baujahr wird teils 1697 angegeben (Tarisio), teils 1699 (Library of Congress) |
| De Kermadec Bläss                                        | 1698     | Stradivari-Stiftung Habisreutinger          | bis 2013 verliehen an Anita Leuzinger, ab 2014 an David Pia, 2017–2021 an Trio Oreade, derzeit an Anastasia Kobekina (Stand September 2023) |
| Magg                                                     | 1698     |                                             | |
| Marquis de Cholmondeley                                  | 1698     |                                             | |
| St. Senoch, Murray                                       | 1698     |                                             | Hill et al. geben als Baujahr 1696 an |
| Cristiani, Stauffer                                      | 1700     | Fondazione Stauffer, Cremona                | Eigentum von Lise Cristiani, der ersten weiblichen Konzertcellistin der Geschichte. Ausgestellt im Museo del Violino, Cremona. |
| Servais (auch Servais, Chimay)                           | 1701     | Smithsonian Institution                     | Benannt nach Adrien-François Servais. Ein besonders großes Instrument, das möglicherweise früher einen Ton tiefer gestimmt war; das erste Cello, in das ein Stachel eingesetzt wurde (um 1850). Sehr guter Erhaltungszustand. Befindet sich im National Museum of American History in Washington, war zusammen mit dem Axelrod-Quartett bis 2012 dort ausgestellt. Mit diesem Cello spielte Anner Bylsma 1992 die sechs Solosuiten von Johann Sebastian Bach ein. |
| Countess of Stainlein                                    | 1707     | Jacqueline Desmarais                        | Niccolò Paganini erwarb dieses Cello 1839, ein Jahr vor seinem Tod. Sein Sohn Achille Paganini verkaufte es 1854 an den Pariser Geigenbauer Jean-Baptiste Vuillaume, der es im selben Jahr an Graf Ludwig von Stainlein weiterverkaufte. Nach dessen Tod (1867) wurde das Cello an seine Witwe vererbt, die Gräfin von Stainlein, nach der es heute benannt ist. Die nächsten Eigentümer waren der Cellist Paul Grümmer (1909–1938), der Unternehmer Georg Talbot (1938–1948) und dessen Sohn Richard Talbot (1948–1957). 1957–2011 war das Cello im Besitz von Bernard Greenhouse, Gründungsmitglied des Beaux Arts Trio. Im Januar 2012 wurde es für rund 6 Millionen Dollar von der Mäzenin Jacqueline Desmarais aus Montreal erworben. Sie verlieh es an den kanadischen Cellisten Stéphane Tétreault, der es bis heute spielt (Stand September 2023). |
| Fau, Castelbarco                                         | 1707     |                                             | |
| Boccherini, Cassadò                                      | 1709     |                                             | |
| Markevitch, Delfino                                      | 1709     |                                             | |
| Baron Rothschild, Gore-Booth                             | 1710     | Rocco Filippini                             | |
| Duport                                                   | 1711     | Erben von Mstislaw Rostropowitsch           | Benannt nach Jean-Louis Duport. Einige noch heute sichtbare Spuren an den Zargen soll Napoleon mit den Sporen seiner Reitstiefel im Jahr 1812 verursacht haben, als er sich nach einem Privatkonzert im Palais des Tuileries mit dem Künstler über die Handhabung des Cellos unterhielt und das Instrument zwischen seine Beine zu klemmen versuchte. Duports Sohn Louis verkaufte das Cello an Auguste-Joseph Franchomme, der es 50 Jahre lang besaß (1842–1892). 1974 wurde es von Mstislaw Rostropowitsch erworben. Seit seinem Tod (2007) ist es im Besitz seiner Erben. |
| Mara                                                     | 1711     | anonym                                      | Benannt nach dem Cellisten Giovanni Mara, Ehemann der Opernsängerin Elisabeth Mara. Wurde 1963 beim Untergang einer Fähre im Rio de la Plata schwer beschädigt und anschließend restauriert. Bis 2012 verliehen an Heinrich Schiff, seitdem an Christian Poltéra (Stand Mai 2023). |
| Davidoff                                                 | 1712     | LVMH                                        | Benannt nach Karl Juljewitsch Dawidow, der von Tschaikowski als Zar der Celli bezeichnet wurde. 1964–1987 besaß Jacqueline du Pré dieses Cello. Es wird seitdem von Yo-Yo Ma gespielt. |
| Bass of Spain, Adam                                      | 1713     |                                             | |
| Batta                                                    | 1714     |                                             | Gregor Piatigorsky besaß zwei Stradivari-Celli: dieses und das Baudiot (1725) |
| Amaryllis Fleming                                        | 1717     |                                             | |
| Bonamy Dobree, Suggia                                    | 1717     | Stradivari-Stiftung Habisreutinger          | War von 1999 bis 2019 an Maja Weber verliehen. Derzeit verliehen an Sol Gabetta (Stand September 2023). |
| Becker (auch Becker, Duke of Marlborough)                | 1719     | Emirates Group, Dubai                       | Benannt nach Hugo Becker |
| Piatti                                                   | 1720     | Carlos Prieto                               | Benannt nach Alfredo Piatti, wird auch „das rote Cello“ genannt. Der heutige Besitzer Carlos Prieto veröffentlichte 2006 eine Biographie des Instruments unter dem Titel The Adventures of a Cello („Abenteuer eines Cellos“), 2011 folgte eine aktualisierte Ausgabe. |
| Hausmann                                                 | 1724     |                                             | |
| Chevillard                                               | ca. 1725 |                                             | |
| Gallay, Vaslin, La Belle Blonde                          | ca. 1725 |                                             | |
| Baudiot                                                  | 1725     |                                             | Benannt nach Charles-Nicolas Baudiot. Gregor Piatigorsky besaß außer diesem Cello auch das Batta (1714). |
| (kein Name)                                              | 1725     |                                             | |
| Comte de Saveuse                                         | 1726     |                                             | |
| Marquis de Corberon                                      | 1726     | Royal Academy of Music, London (seit 1960)  | Die ersten bekannten Besitzer waren ein Marquis de Corberon (bis 1789) und anschließend ein Bürgerlicher namens J. Loeb. Später besaß Hugo Becker dieses Cello. Die Royal Academy of Music erhielt das Cello im Jahr 1960 durch ein Vermächtnis mit der Bedingung, dass es Zara Nelsova zur Verfügung stehen solle. Nelsova spielte das Instrument bis zu ihrem Tod (2002). Seit 2011 verliehen an Steven Isserlis (Stand September 2023). |
| Bein, Fruh                                               | ca. 1727 |                                             | |
| Chester-Ward                                             | ca. 1727 |                                             | |
| Iwasaki                                                  | ca. 1727 |                                             | |
| Fruh Gamba                                               | 1727     |                                             | |
| Feuermann (auch Feuermann, De Munck, Gardiner)           | ca. 1730 | Nippon Music Foundation (seit 1996)         | Ab 1869 besaß Ernest de Munck dieses Cello, später Emanuel Feuermann. Verliehen an: - Januar 1998 – Mai 2011 Steven Isserlis - 2014–2019 Danjulo Ishizaka - seit 2019 Camille Thomas (Stand Mai 2024) |
| Pawle, Ben Venuto                                        | ca. 1730 |                                             | |
| Scholz, Goltermann                                       | ca. 1730 |                                             | |
| Vaslin Composite                                         | ca. 1730 |                                             | |
| Braga                                                    | 1731     |                                             | Benannt nach Gaetano Braga. Es wird von der südkoreanischen Cellistin Chung Myung-wha gespielt, die es möglicherweise seit 1978 besitzt. Laut einem Artikel aus dem Jahr 2010 hat sie nie behauptet, das Instrument zu besitzen. (Die Musiker Chung Kyung-wha und Chung Myung-whun sind ihre jüngeren Geschwister.) |
| Giese                                                    | 1731     |                                             | |
| Josefowitz                                               | ca. 1732 |                                             | |
| Pleeth                                                   | 1732     |                                             | |
| Stuart, Honigberg                                        | 1732     |                                             | |
| Paganini, Ladenburg (das Cello des „Paganini-Quartetts“) | 1736     | Nippon Music Foundation (seit 1994)         | Verliehen an: - September 1995 – Juli 2013 Tokyo String Quartet - Dezember 2013 – August 2017 Hagen-Quartett - September 2017 – September 2018 Quartetto di Cremona - seit September 2019 Goldmund Quartett (Stand Mai 2024) |

### Tanzmeistergeigen
Von Stradivari sind laut den Brüdern Hill zwei Pochetten (Tanzmeistergeigen) erhalten. Die eine stamme aus Stradivaris Spätwerk und sei ein „höchst uninteressantes“ Exemplar. Die andere sei ein „bezauberndes“ Beispiel für sein Frühwerk; die Jahresangabe 1717 auf dem Zettel treffe nicht zu, das Instrument sei auf die Zeit vor 1700 zu datieren. Diese Pochette befindet sich im Musée de la musique in Paris. Das Museum gibt zur Datierung „um 1700“ an.

## Zupfinstrumente

### Gitarren
Es existieren noch fünf vollständige von Stradivari gebaute Gitarren, weiterhin auch noch einige Fragmente. Alle Gitarren haben fünf Doppelsaiten. Spielbar ist nur die Sabionari.
| Name        | Baujahr  | Eigentümer                                            | Bemerkungen |
| ----------- | -------- | ----------------------------------------------------- | --- |
| Sabionari   | 1679     | Familie Dominichini                                   | Ausgestellt in der Sammlung der „Friends of Stradivari“, Cremona. Diese Gitarre ist spielbar.                             |
| Giustiniani | 1681     |                                                       | |
| Hill        | 1688     |                                                       | Zusammen mit der Messias-Stradivari und anderen Instrumenten gehört sie zur Hill-Collection im Ashmolean Museum in Oxford |
| Rawlins     | 1700     | National Music Museum, Vermillion (South Dakota), USA | |
| Vuillaume   | 1711 (?) |                                                       | Befindet sich im Musée de la musique in Paris. Baujahr laut Zettel 1711, ist jedoch zweifelhaft.                          |

### Mandolinen
Zwei Mandolinen von Stradivari sind bekannt:
- Die Mandoline Cutler-Challen aus dem Jahr 1680 hat zehn Saiten, sie befindet sich im National Music Museum in Vermillion (South Dakota), USA.[212]
- Die Mandolino coristo wurde im Zeitraum 1700–1710 gebaut und hat acht Saiten. Sie gehört zur Sammlung des britischen Geigenbauers und Instrumentenhändlers Charles Beare.[213] Im Jahr 2018 war sie im Museo del Violino in Cremona zu sehen.[214]

### Harfe
Von Antonio Stradivari ist eine einzige Harfe erhalten. Sie gehört dem Museum des Konservatoriums von Neapel. Bauzeichnungen für dieses Instrument sind in der Sammlung des Museo del Violino in Cremona zu sehen.